# Аннама
Аннама — река в России, протекает по Печенгскому и Кольскому районам Мурманской области. Река течёт преимущественно на юг, впадает в Верхнетуломское водохранилище. До образования водохранилища устье реки находилось в 32 км по левому берегу реки Лотта. Длина реки составляла 50 км, площадь водосборного бассейна 343 км².

## Притоки
- В 15 км от устья, по левому берегу реки впадает река Тукчель.
- В 24 км от устья, по левому берегу реки впадает река Валпес.

## Данные водного реестра
По данным государственного водного реестра России относится к Баренцево-Беломорскому бассейновому округу, водохозяйственный участок реки — Тулома от истока до Верхнетуломского гидроузла, включая Нот-озеро. Речной бассейн реки — бассейны рек Кольского полуострова, впадает в Баренцево море.
Код водного объекта в государственном водном реестре — 02010000312101000002445.